# Adolf Ulrik Schützercrantz

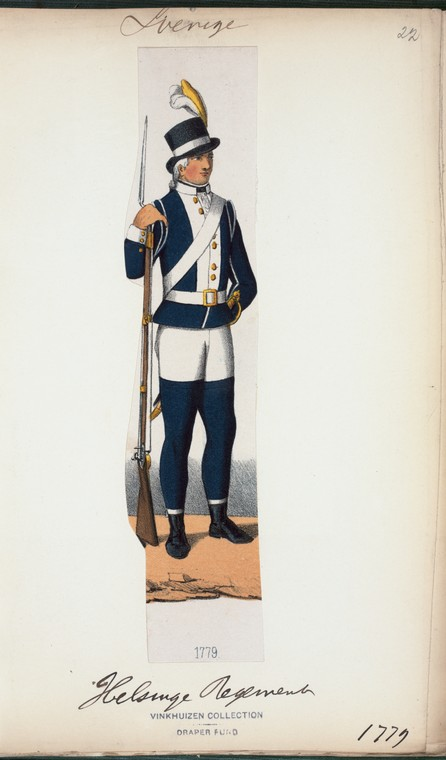
Soldat vid Hälsinge regemente i uniform m/1779. Färglagd litografi, utförd av Schützencrantz.

Adolf Ulrik Schützercrantz, född den 25 mars 1802 i Stockholm, död där den 9 oktober 1854, var en svensk militär, museiman, tecknare och litograf.

## Biografi
Adolf Ulrik Schützercrantz var son konteramiralen Johan Herman Schützercrantz och Lovisa Margareta Lilliestråle och bror till Lovisa Augusta Schützercrantz samt sonson till läkaren Herman Schützercrantz. Schützercrantz blev kadett vid Karlberg 1816 och kom sedan att tillhöra Andra livgardet där han blev fänrik 1819, löjtnant 1825, kapten 1833 och regementskvartermästare 1837, han begärde avsked 1851 men kvarstod i armén som major. Han utnämndes 1850 till föreståndare för Kungliga livrustkammaren där han bidrog till att bygga upp samlingarna, men avled redan fyra år senare i kolera. Han var hela livet ogift. Ett porträtt av Schützercrantz målat av Carl Stefan Bennet i slutet av 1840-talet visar honom i kompaniofficersuniform och med syrtuten arrangerad så att det framgår att han förlorat sin högra arm.
Schützercrantz är ett av de tidigare exempel på konstnärligt begåvade militärer som med sina målningar och teckningar bidragit med bilder som idag räknas som kulturhistoria. Till en början tecknade han mest episoder ur det militära livet men efter att han medverkade i Konstakademiens utställning 1826 med ett par kopior efter Johan Gustaf Sandberg vidgades hans motivval. Redan vid hans andra utställning på Konstakademien 1836 visade han upp egna originalmotiv, bland annat en Rättviksfamilj. Vid utställningen 1840 medverkade han för första gången med oljemålningar där han hämtat motiven från resor i utlandet under 1830-talet. Sista gången han medverkade i utställningarna 1842 valde han att visa upp en enda målning som visade en genrescen från basaren i Konstantinopel.
I sin befattning som föreståndare för livrustkammaren ägnade han sig speciellt för uniformer och vapen då detta var ett av hans huvudintressen. Redan på 1820-talet hade han tillsammans med Alexander Clemens Wetterling och Johan Henric Sjöholm tecknat av svenska arméns uniformer som utgavs i boken Kongl. svenska arméens uniformer som trycktes i stentryck 1825 av Karl Müller. Några år senare 1831–1832 ritade och litograferade han Scener utur soldat-lifvet. Sina intryck från medelhavsländerna samlade han i boken Reseminnen från Orienten 1839. Han fullbordade 1844 en samling färglagda teckningar föreställande Konung Carl XIV Johans hof- och ordenscostymer.
Schützercrantz var en av stiftarna till Konstföreningen i Stockholm 1832 och han blev föreningens sekreterare 1848. Hans konst består förutom scener ur militärlivet av interiörer, porträtt, lokala folkdräkter, karakteristiska folktyper i Sverige och utomlands. Dessutom finns det bevarade skissböcker med topografiska vyer samt en skissbok han använde under en resa 1838 med motiv från Spanien, Portugal, Malta, den grekiska övärlden, Smyrna, Istanbul och Kairo. Han var den förste svensk som efter Mathias Palbitzki 200 år tidigare medfört skisser från Orienten till Sverige och de som fick möjlighet att studera skisserna fascinerades av miljön och klädedräkterna. Schützercrantz finns representerad vid Nordiska museet, Kungliga biblioteket, Uppsala universitetsbibliotek, Livrustkammaren och Nationalmuseum.